# Asiana Airlines
Asiana Airlines je jedna ze dvou hlavních jihokorejských leteckých společností, společně s Korean Air. Společnost sídlí v Soulu a hlavní mezinárodní leteckou základnu má na letišti Inčchon, domácí na letišti Kimpcho. Je členem Star Alliance, na podzim roku 2016 provozovala 14 domácích a 90 mezinárodních letů po Asii, Oceánii, Evropě a Severní Americe. V roce 2015 zaměstnávala společnost přes 10 300 lidí.
Byla založena 17. února 1988, v prosinci stejného roku začala provozovat lety do města Pusan.
Společnost provozuje také aerolinii Air Busan, dále nákladní společnost Asiana Airlines Cargo, která létala na podzim roku 2016 do 24 destinací po světě.

## Flotila

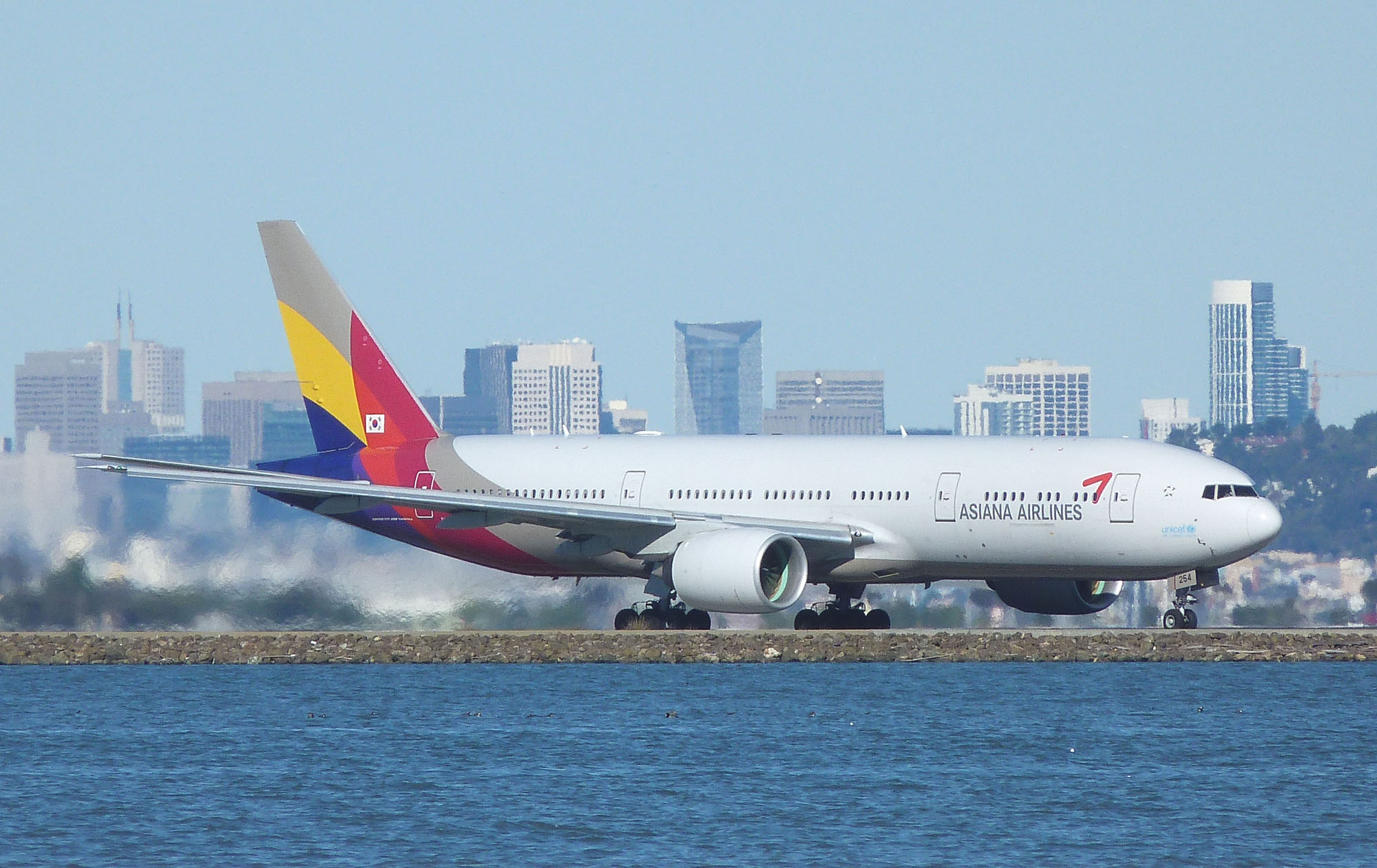
Boeing 777-200 Asiana Airlines

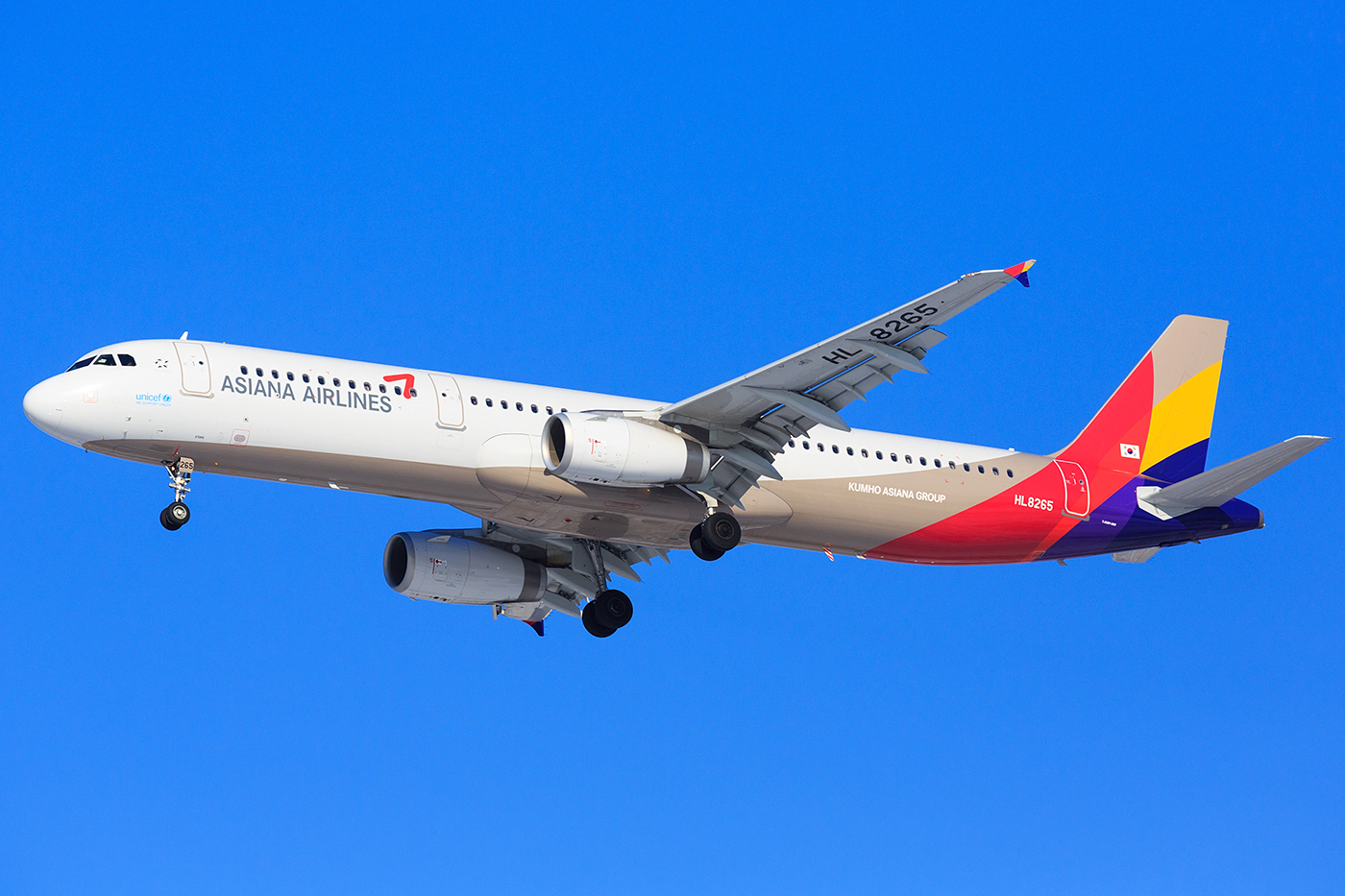
Airbus A321 na letišti Vladivostok

### Současná
29. září 2016 vlastnila společnost celkem 83 letounů, přičemž dalších 59 měla objednaných, průměrné stáří flotily činilo 10,5 let:

### Vysloužilá letadla
- Boeing 737-400
- Boeing 737-500
- Boeing 767-300ER

## Smrtelné nehody

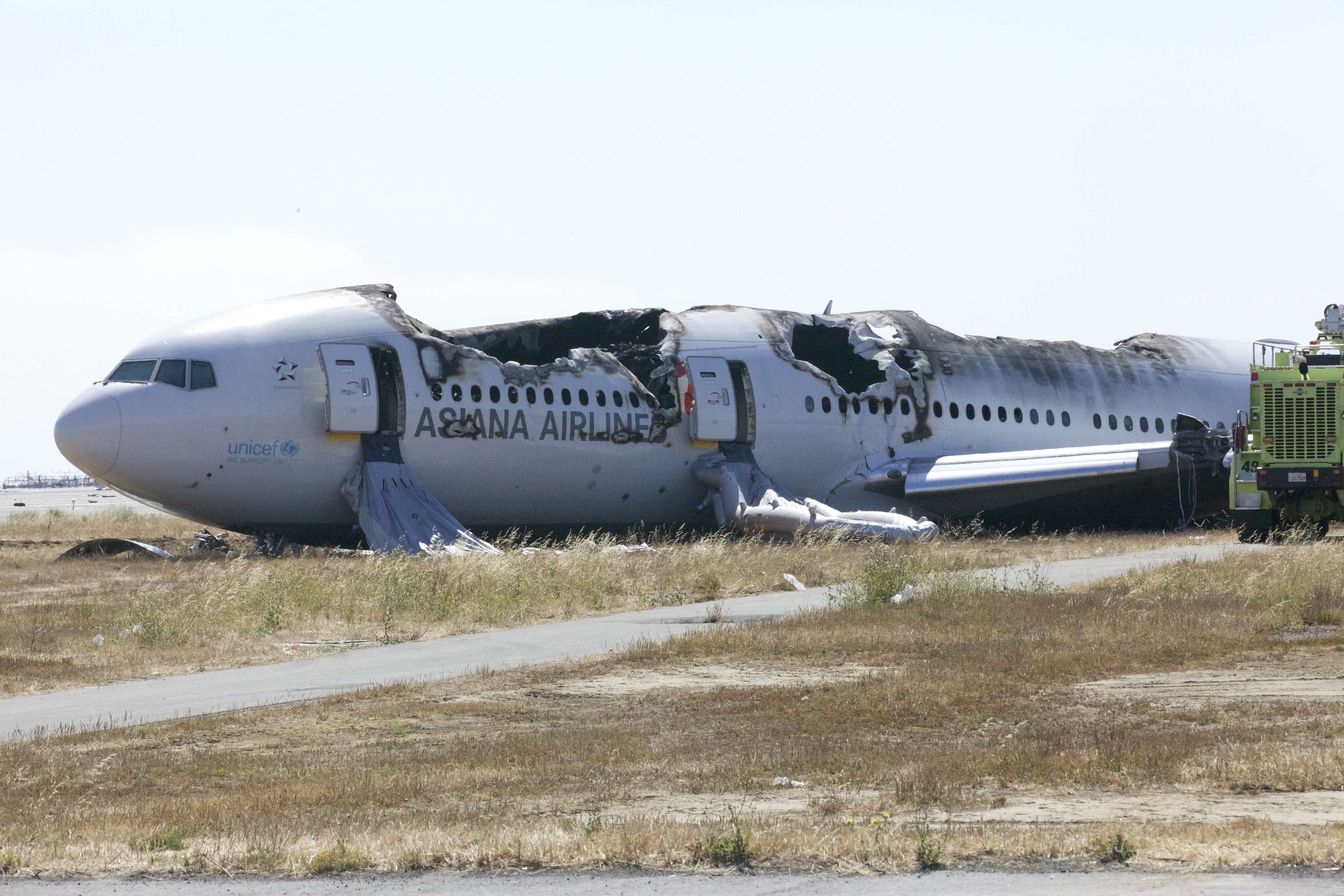
Trosky letounu Boeing 777-200 po havárii v San Franciscu (2013)

- Let Asiana Airlines 733 – 26. července 1993 havaroval při třetím pokusu o přistání za špatné viditelnosti do hřbetu hory. V Boeingu 737-400 zemřelo 68 ze 110 pasažérů.
- Let Asiana Airlines 991 – 28. července 2011 nákladní Boeing 747-400F havaroval do korejského průlivu, na palubě byli 2 piloti, oba zemřeli. Byl hlášen oheň na palubě z nákladního prostoru.
- Let Asiana Airlines 214 – 6. července 2013 havaroval při přistání na letišti v San Franciscu Boeing 777-200 této letecké společnosti, 3 lidé zemřeli a dalších 187 bylo zraněno.